# بدر المطيري
بدر المطيري (مواليد 26 سبتمبر 2003) هو لاعب كرة قدم كويتي يلعب في مركز الوسط المهاجم مع النادي العربي الكويتي ومنتخب الكويت.

## مسيرته مع الأندية
لعب بدر المطيري مع ناشئين النادي العربي، وفي 2023 تم تصعيده للفريق الأول، حيث شارك في 3 مباريات في كأس الاتحاد الآسيوي. في موسم 2023–24، وقع عقداً جديداً لمدة خمس مواسم مع النادي العربي، وفي نفس الموسم تعرض لإصابة في الرباط الصليبي الأمامي، مما ابعده عن الملاعب حتى نهاية الموسم.

## مسيرته الدولية
لعب المطيري مع منتخب الكويت تحت 17 سنة وتحت 23.

## وصلات خارجية
- هذه المقالة غير مرتبط بويكي بيانات